# Ledina (Preseka)
Ledina je naseljeno mjesto u Republici Hrvatskoj u Zagrebačkoj županiji. 

## Zemljopis
Administrativno je u sastavu općine Preseka. Naselje se proteže na površini od 5,98 km².

## Stanovništvo
Prema popisu stanovništva iz 2001. godine u naselju Ledina žive 204 stanovnika i to u 58 kućanstava. Gustoća naseljenosti iznosi 34,11 st./km².
| broj stanovnika | 357   | 334   | 350   | 381   | 401   | 463   | 428   | 490   | 479   | 482   | 456   | 390   | 330   | 252   | 204   | 198   | 165   |
|                 | 1857. | 1869. | 1880. | 1890. | 1900. | 1910. | 1921. | 1931. | 1948. | 1953. | 1961. | 1971. | 1981. | 1991. | 2001. | 2011. | 2021. |